# Коростенський залізничний вузол
Коростенський залізничний вузол — залізничний вузол в місті Коростень Житомирської області.

## Станція Коростень
Є однією з найважливіших вузлових станцій Південно-Західної залізниці. Звідси поїзди курсують у п'ятьох напрямках:
- Київ-Пасажирський — 155 км, електрифікована (впродовж 1959-83 років) двоколійна ділянка.
- Житомир — 82 км, неелектрифікована одноколійна ділянка.
- Звягель I — 88 км, електрифікована (2005 року) одноколійна (за винятком перегону Майдан-Вила — Пост Жлобинський) ділянка.
- Овруч — 45 км, неелектрифікована одноколійна ділянка (за винятком 4,8-кілометрового відрізку Коростень — Коростень-Подільський, яка є електрифікованою).
- Сарни — 155 км, неелектрифікована одноколійна ділянка.

Електрифіковані ділянки обслуговуються електропоїздами моторвагонного депо Фастів, неелектрифіковані — дизель-поїздами локомотивного депо Коростень.
На станції розташований пасажирський вокзал.
Між станціями Коростень та Київ-Пасажирський існує регулярне приміське сполучення. Час у дорозі становить в середньому 3 години. На станції зупиняються також усі поїзди далекого сполучення.

## Станція Коростень-Подільський
Вантажна станція, знаходиться за 4,8 км від ст. Коростень в напрямку Овруча. Виникла 1916 року.

## Станція Коростень-Житомирський
Вантажна станція, знаходиться за 4 км від ст. Коростень в напрямку Житомира.

## Локомотивне депо Коростень
Локомотивне депо Коростень (ТЧ-7). Основний тип рухомого складу — дизель-поїзди типу ДР1А. Обслуговує більшість приміських маршрутів Коростенської та частково Козятинської дирекцій залізничних перевезень. Знаходиться на станції Коростень-Подільський.